# Акбулак (приток Чаткала)
Акбулак (Окбулок, узб. Oqbuloq — «Белый родник») — река в Бостанлыкском районе Ташкентского вилоята Республики Узбекистан, левый приток Чаткала.

## Описание
Акбулак рождается из высокогорных моренных озёр на отрогах Чаткальского хребта, находящихся в урочище Акбулак. Два озера в истоках летом имеют поверхностный сток, вода из двух других просачивается через окружающие озёра моренные наносы и осыпи. В верхнем течении Акбулак протекает в глубокой долине с отвесными склонами.. Истоки Акбулака и верхнее течение находится на территории Майдантальского участка Чаткальского заповедника, далее он течёт по границе заповедника.
Долина Акбулака образовалась в результате тектонического разлома в зоне развития Кумбельских разломов субмеридионального простирания. Речная долина имеет древовидный рисунок. В нижнем течении долина реки извилиста, с резкими перегибами. Правая часть долины ограничивается хребтом Саргардон.
В 1986 году геологами была описана Акбулакская свита (нижний карбон, турнейский ярус), охватывающая левые притоки реки Чаткал.

## Притоки
Всего, в Акбулак впадает 85 притоков, общей длиной 135 километров.
В верховьях Акбулака (среднегорные участки замкнутых долин, экранированные от потоков влажного воздуха) густота речных долин невысока.
В среднем и нижнем течении Акбулак принимает большое количество водотоков. Основные из них приведены ниже (от истока к устью).:
- Кыршинды (справа);
- Турасай (слева);
- Акшам (слева);
- Торгосай (справа);
- Чалмансай (слева);
- Алмашахсай (справа);
- Кошмансай (слева);
- Абдаксай (справа);
- Тереклисай/Серкелисай[4] (слева);
- Саргардонсай (справа);
- Караарчасай (слева).

Относительно крупными притоками являются последние три.

## Освоение человеком
Примерно в 3 километрах выше впадения Кошмансая, у устья речки Арпапая, на правом берегу реки располагался кишлак Акбулак, ныне заброшенный.
В 60—70-е годы XX века проводилась геологоразведка Акбулака и его притоков. С этой целью в 1966 году вдоль Акбулака от устья до впадения Серкелисая была проложена грунтовая дорога, около впадения реки Серкелисай через Акбулак был переброшен мост. В верховьях, на правобережье Кошмансая, притока Акбулака был открыт новый минерал — силицид марганца Mn5Si3, в 2008 году этот минерал получил название Мавляновит. В настоящее время грунтовая дорога доходит до впадения сая Арпапая, чуть выше которого через Акбулак перекинут пешеходный мостик.
В советское время, около впадения Караарчи, через Акбулак был подвешен трос с люлькой, при помощи которого можно было переправиться через реку. В период половодий на переправах через Акбулак случались смертельные случаи.
Акбулак обладает достаточным гидроэнергетическим потенциалом. ГАК «Узбекэнерго» планирует постройку на Акбулаке гидроэлектростанции мощностью 60 МВт.
В период до 2017 года посещение Акбулака туристами было затруднительно из-за близости последнего к государственной границе. С 2017 года доступно посещение Акбулака туристами по специальным разрешениям. При этом, следует учитывать, что место впадения Акбулака в Чаткал находится на территории Кыргызстана.